# Hockey su ghiaccio
L'hockey su ghiaccio (in italiano chiamato anche disco su ghiaccio) è uno sport di squadra disputato sul ghiaccio, in cui i pattinatori, attraverso l'utilizzo di un bastone ricurvo, indirizzano il paleo (oppure "disco") nella porta della squadra avversaria. Viene definito generalmente uno sport veloce e fisico.
È uno sport popolare soprattutto in quei paesi dal clima sufficientemente freddo da permettere la formazione di una copertura naturale di ghiaccio in ambienti esterni, come Canada, Repubblica Ceca, Paesi baltici, Paesi nordici (in particolare Finlandia e Svezia), Stati Uniti, Russia, Slovacchia, Austria e Svizzera. In particolare in Canada è sport nazionale, assieme al lacrosse. L'hockey su ghiaccio è riconosciuto come uno dei quattro principali sport professionistici americani, e a livello mondiale il campionato più importante è la National Hockey League (NHL), che raccoglie le migliori squadre degli Stati Uniti e del Canada. Con l'avvento delle piste di ghiaccio artificiali, si è potuto iniziare a praticarlo anche nei mesi caldi e nei paesi dal clima più caldo. 
Sebbene siano 68 i membri totali della International Ice Hockey Federation (IIHF), oltre il 90% delle medaglie attribuite nei campionati mondiali sono state conquistate da sole otto squadre: Canada, Russia, Repubblica Ceca, Finlandia, Slovacchia, Svezia, Svizzera e Stati Uniti. Inoltre, delle medaglie maschili assegnate durante i Giochi olimpici a partire dall'edizione di Anversa 1920, solo cinque non sono state vinte dalle principali compagini mondiali. Tutte le medaglie olimpiche femminili e dei mondiali femminili sono state vinte dalle otto maggiori nazionali, mentre le medaglie d'oro sono state tutte vinte o dal Canada o dagli Stati Uniti.

## Storia dell'hockey su ghiaccio

### Le origini

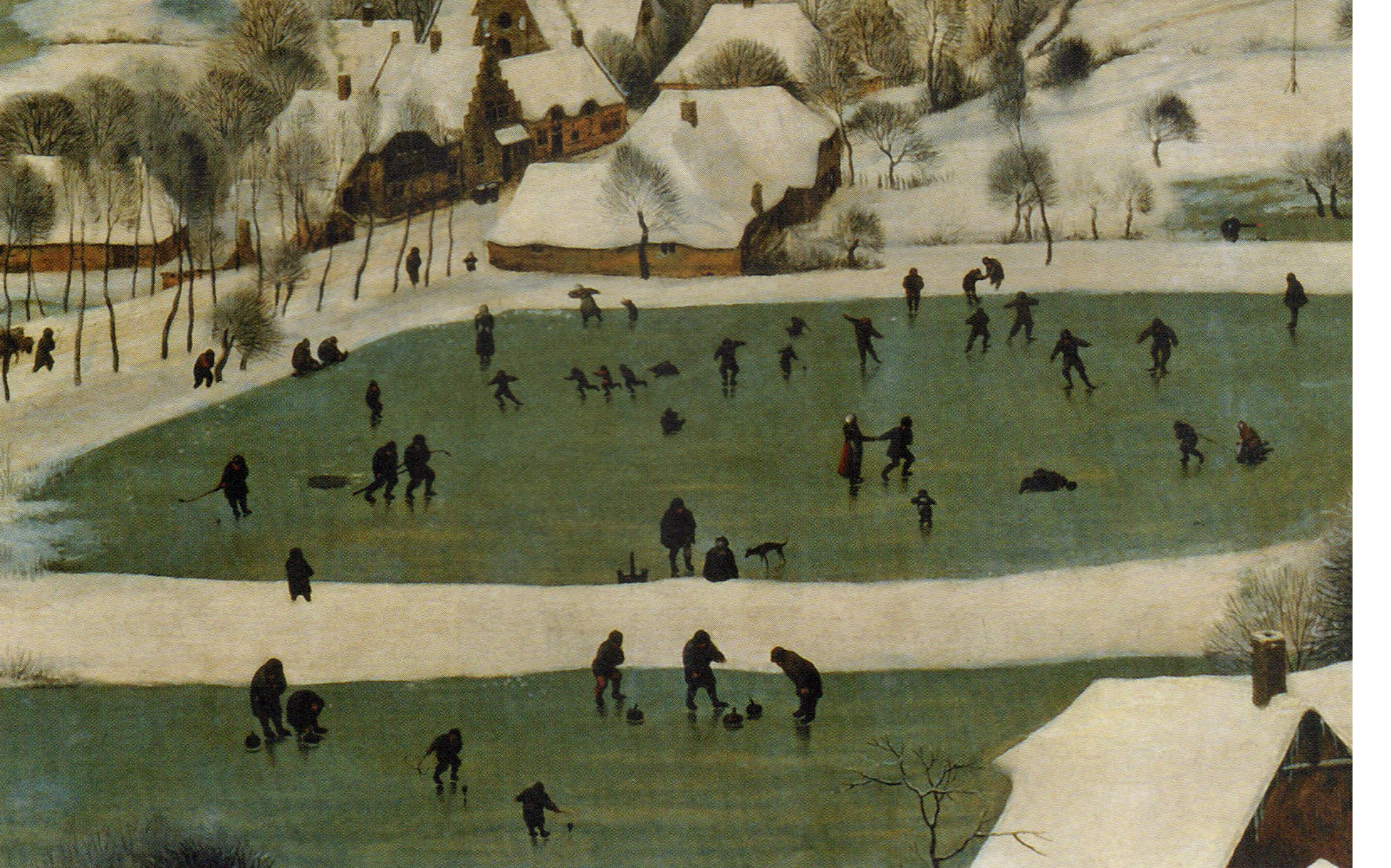
Dettaglio del dipinto Cacciatori nella neve (1565) di Pieter Bruegel il Vecchio.

Già parecchi secoli fa l'uomo era solito praticare dei giochi nei quali un oggetto doveva essere spostato da un bastone ricurvo, proprio come in un dipinto del fiammingo Pieter Bruegel il Vecchio, Cacciatori nella neve (1565), nel quale alcuni personaggi si muovono sul ghiaccio con dei bastoni ricurvi.
L'utilizzo del termine hockey per designare tale gioco si attesta a partire dal 1785 (nel 1527 invece appare hockie), tuttavia l'etimologia resta incerta. Può forse derivare dall'antico termine francese di origine germanico hoquet (bastone da pastore, gancio), o di quello olandese hokkie, diminutivo di hok (gabbia, ovvero la porta dove segnare). Molti di questi giochi nacquero nei campi, ma furono giocati ugualmente anche sul ghiaccio, come visibile in alcuni dipinti di pittori olandesi del Seicento. Nonostante tutto le basi del gioco moderno si fondarono in America del Nord.
Gli immigrati in America del Nord portarono con loro una moltitudine di giochi simili al moderno hockey, fra i quali lo shinty proveniente dalla Scozia, l'hurling irlandese e l'hockey su prato diffuso soprattutto in Inghilterra. Tali giochi furono adattati per essere giocati anche sul ghiaccio, traendo spunto inoltre da un altro sport come il lacrosse giocato dalla tribù nativa degli Irochesi per quanto riguarda la fisicità in campo.
Nel 1825 Sir John Franklin scrisse nei suoi diari di aver disputato un giorno hockey sul ghiaccio presso il Grande Lago degli Orsi durante una delle sue spedizioni artiche. La Society for International Hockey Research afferma, facendo riferimento a un articolo scritto sulla Boston Evening Gazette, che nel 1859 la prima partita di hockey su ghiaccio si tenne ad Halifax, in Canada. Invece la prima partita in cui fu utilizzato un disco e non una pallina ebbe luogo l'anno successivo nel porto di Kingston fra alcuni veterani della Guerra di Crimea.
Nonostante ciò le città di Windsor e Dartmouth, entrambe in Nuova Scozia, rivendicano il diritto di essere il luogo di nascita dell'hockey su ghiaccio.

### Nascita del gioco moderno

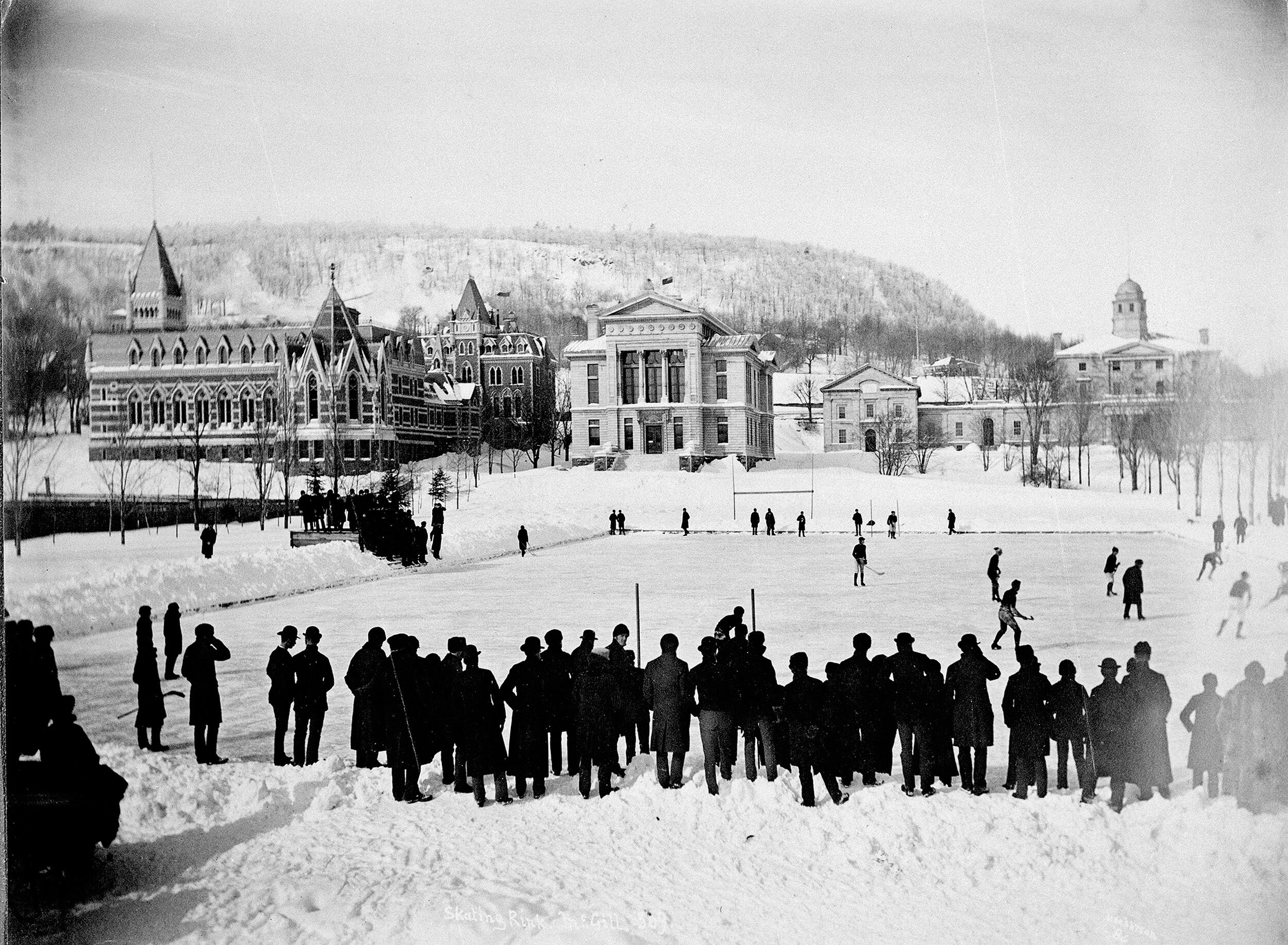
Hockey su ghiaccio presso l'Università McGill di Montréal nel 1884.

Lo sviluppo del gioco moderno si ebbe a Montréal, nel Québec. Il 3 marzo 1875 fu disputata la prima partita documentata presso la pista di ghiaccio Victoria di Montréal. Nel 1877 alcuni studenti dell'Università McGill (James Creighton, Henry Joseph, Richard F. Smith, W. F. Robertson e W. L. Murray) redassero le prime sette regole e istituirono la prima squadra, il McGill University Hockey Club, nel 1880. Il gioco divenne così popolare che presto si diffuse in patria e all'estero: nel 1885 A. P. Low introdusse l'hockey a Ottawa, mentre nello stesso anno nacque un secondo club presso l'Università di Oxford. Nel 1888 il nuovo governatore del Canada, Lord Stanley (i cui figli divennero giocatori dilettanti di hockey), fu così impressionato dal match di hockey visto quell'anno presso un festival, il Carnaval d'hiver de Montréal che decise di creare un premio per la migliore squadra amatoriale del paese. La Stanley Cup fu attribuita per la prima volta nel 1893 ai campioni dilettanti del Canada, i Montréal AAA. A quel tempo Montréal divenne sede di circa un centinaio di squadre e di vari campionati in tutto il Canada. Sempre nel 1893 alcuni giocatori di Winnipeg ebbero l'idea di utilizzare delle protezioni in uso nel cricket per difendere le gambe dei portieri.
Nello stesso anno l'hockey su ghiaccio sbarcò negli Stati Uniti, con il primo match disputato fra le università di Yale e la Johns Hopkins. La lega americana dilettantistica nacque a New York nel 1896, mentre la prima lega interamente professionistica fu la International Professional Hockey League, vinta per due volte dai Portage Lakes di Houghton, in Michigan.

### Lo sviluppo

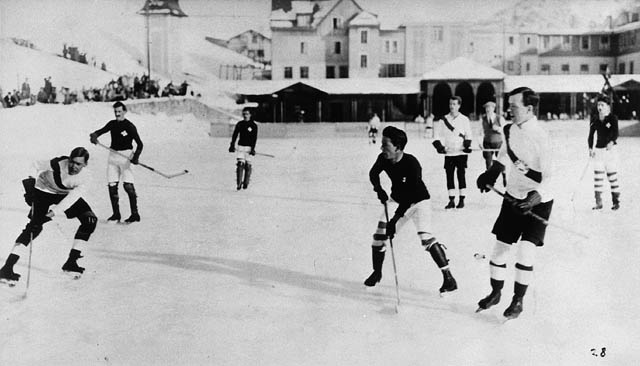
L'Università di Oxford contro la nel 1922. A destra il futuro primo ministro canadese Lester Pearson.

I cinque figli di Lord Stanley portarono l'hockey su ghiaccio in Europa, e affrontarono una rappresentativa della Corte di Inghilterra (inclusi i futuri Edoardo VII e Giorgio V) a Buckingham Palace nel 1895. Nel 1908 il pattinatore francese Louis Magnus fondò la Ligue Internationale de Hockey sur Glace, la prima federazione internazionale di hockey su ghiaccio. Il primo campionato europeo fu disputato nel 1910 a Montreux, in Svizzera, e fu vinto dalla rappresentativa del Regno Unito.
Nel 1909 nacque la più antica squadra ancor oggi esistente, i Canadiens de Montréal. Nel frattempo le regole continuarono ad evolversi: nel 1913 fu introdotto il fuorigioco e si iniziarono a dividere i campi da hockey in tre zone. nel 1917 nacque la National Hockey League, la lega professionistica nordamericana.
Nel 1920 l'hockey su ghiaccio fece la sua prima apparizione ai Giochi di Anversa 1920, mentre dieci anni più tardi, nel 1930, il primo Campionato mondiale di hockey su ghiaccio fu vinto dal Canada a Chamonix in Francia.

### L'era professionistica

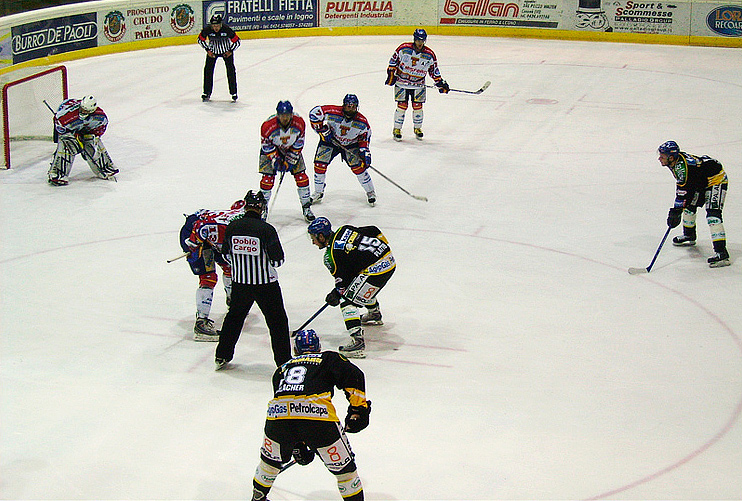
Incontro della Serie A italiana fra Hockey Club Asiago e Hockey Club Pustertal-Val Pusteria.

L'hockey su ghiaccio professionistico nacque nei primi anni del XX secolo. Dal 1902 la Western Pennsylvania Hockey League fu il primo campionato ad avvalersi di giocatori professionisti a tempo pieno. La lega si espanse verso il Michigan e l'Ontario fino a formare il campionato professionistico della International Professional Hockey League (IPHL) nel 1904. La IPHL iniziò ad assumere giocatori canadesi in cambio di uno stipendio regolare, mentre fino ad allora molti giocatori svolgevano tale sport a livello amatoriale. La IPHL fu costretta a chiudere nel 1907 a causa dei numerosi campionati formatisi nelle province canadesi, come in Manitoba, Ontario e Québec.
Nel 1910, la National Hockey Association (NHA) fu fondata a Montreal. La NHA continuò ad affinare le regole del gioco, eliminando il settimo uomo in pista, il rover, dividendo la partita in tre tempi da venti minuti ciascuno e introducendo il concetto di penalità maggiore e minore. Dopo la riorganizzazione del campionato con la denominazione National Hockey League (NHL) nel 1917, la lega si espanse negli Stati Uniti nel 1924.
Successivamente anche in Europa iniziarono a nascere i primi campionati professionistici. Il gioco del bandy rimaneva popolare e da squadre di dilettanti iniziarono a nascerne di professionistiche. Una delle prime nazioni ad avere un campionato nazionale fu la Svizzera, con la Lega Nazionale A, nata nel 1916 e professionistica dal 1938. Attualmente sono molte le nazioni ad avere un campionato nazionale, e di queste le principali sono la Russia con la Kontinental Hockey League, un campionato sovranazionale che riunisce molte delle nazioni dell'ex-URSS, la Czech Extraliga della Repubblica Ceca, la finlandese SM-liiga e la svedese Elitserien.
In Italia invece il primo campionato si disputò nel 1925 (anche se in realtà la vera e propria prima edizione fu quella del 1930). La diffusione dell'hockey su ghiaccio segue un criterio geografico, ovvero le regioni presso le Alpi sono quelle dove è più diffuso: in particolare in Trentino-Alto Adige, Veneto, Lombardia, Friuli-Venezia Giulia e, in misura minore, Piemonte e Valle d'Aosta. L'Alto Adige è la zona in Italia dove l'hockey ha maggior popolarità e seguito, conta infatti la maggior parte delle squadre professionistiche e dei giocatori iscritti alla federazione italiana.
L'Hockey Hall of Fame nacque nel 1943 a Toronto, e al 2010 conta 357 membri fra giocatori, allenatori, general manager e arbitri. Nel corso degli anni la NHL aggiunse sempre più franchigie, dalle original six (ovvero le sei squadre fondatrici), nel 1967 si passò a 12, e così via fino alle trenta squadre attuali. A livello internazionale invece spiccò il duello fra le due grandi potenze mondiali, il Canada e l'Unione Sovietica. Nel 1993 invece i Canadiens de Montréal vinsero la loro 24ª Stanley Cup, record assoluto del campionato, mentre si aspettò il 1998 per la prima partecipazione dei professionisti NHL ai Giochi olimpici invernali di Nagano, in Giappone.
Nell'ultima parte del secolo iniziò a crescere anche il movimento dell'hockey su ghiaccio femminile: nel 1990 si svolse il primo Campionato mondiale di hockey su ghiaccio femminile, mentre nel 1998 vi fu il debutto ai Giochi olimpici invernali di Nagano.

## Regole
Anche se, nelle sue linee essenziali, il regolamento di gioco rimane costante, il preciso regolamento che viene utilizzato in una partita di hockey può avere sostanzialmente origini diverse. I due regolamenti più utilizzati sono quello adottato dalla International Ice Hockey Federation (IIHF), cioè la federazione internazionale di questa disciplina, e quello della National Hockey League (NHL), ovvero quello previsto per la disputa delle partite del massimo campionato professionistico statunitense-canadese. Entrambi questi regolamenti, tuttavia, traggono origine dalle regole di matrice canadese stabilite agli inizi del XX secolo.

### Il gioco

#### Ilrink

Schema di una pista di hockey su ghiaccio.

Una partita di hockey su ghiaccio viene disputata in un'apposita "pista" ghiacciata (il rink). Le dimensioni del rink cambiano a seconda del regolamento adottato.
- regolamento IIHF: lunghezza 60 m e larghezza tra i 26 e i 30 m; raggio degli angoli tra i 7 e gli 8,5 m.
- regolamento NHL: lunghezza 200 ft e larghezza 85 ft (ovvero 60,96 m per 25,9 m); raggio degli angoli di 28 ft (8,5 m).

Nella NHL, dunque, la pista è leggermente più piccola, oltre ad avere una divisione delle zone leggermente diversa. In tal modo il gioco risulta normalmente più rapido e aggressivo.
Attorno alla pista si trova una balaustra sopra alla quale (a protezione del pubblico) viene posta una protezione in Plexiglas. Dietro alle porte viene aggiunta anche una ulteriore rete di protezione.
Ai due estremi del campo si trovano due porte alte 122 cm e larghe 183 cm e i cui montanti sono colorati in rosso. Attorno alla porta è segnata un'area di porta semicircolare. La pista è attraversata nel senso della larghezza da 5 linee; due linee blu larghe 30 cm lo dividono in 3 zone di uguale grandezza: zona d'attacco, zona neutra e zona di difesa. La zona neutrale è divisa a metà da una linea rossa larga 30 centimetri: la linea di metà campo. Al centro di essa, cioè al centro della pista, si trova il punto di ingaggio, circondato dal cerchio di ingaggio. In totale ci sono cinque cerchi di ingaggio, tutti con un raggio di 4,5 m: un centro e due in ognuna delle zone difensive. La quarta e la quinta linea sono le linee di porta (rosse, larghe 5 centimetri) che attraversano tutto il campo. All'esterno della balaustra, all'altezza della zona neutra sul lato lungo del campo, si trovano le panchine delle due squadre, mentre di fronte vi sono i cronometristi e la "panca puniti". A differenza di molti altri sport, la pista prosegue anche dietro le porte (consentendo dunque il gioco anche dietro le due porte) ed è smussata (permettendo in tal modo al disco di proseguire la sua corsa senza mai incastrarsi ai limiti del rink).

### La partita
In condizioni normali, ogni squadra schiera in campo 6 giocatori, di cui uno di essi con funzioni di portiere. L'obiettivo di ogni squadra è quello di segnare più gol degli avversari colpendo un disco di gomma vulcanizzata (il disco, "puck") e facendolo entrare nella porta dell'altra squadra che si trova nell'opposta estremità della pista. Per colpire il puck, ogni giocatore ha a sua disposizione un apposito bastone ricurvo, con il quale possono tirare a porta oppure passarlo ad un proprio compagno.
Tuttavia ogni giocatore può toccare il puck con qualsiasi parte del proprio corpo. A questa regola generale vengono poste alcune restrizioni: un giocatore non può trattenere il puck nelle mani e neanche passarlo ad un proprio compagno con le stesse nella propria zona offensiva (un'azione che è dunque consentita in zona difensiva); un giocatore non può nemmeno calciare intenzionalmente il puck in porta con i piedi, anche se è permessa la deviazione in porta non intenzionale dello stesso con il pattino; infine, non è consentito a nessuno di segnare una rete con le mani.
Fino agli anni '30 del XX secolo non era consentito il passaggio in avanti del puck ad un proprio compagno, in maniera similare al gioco del rugby. In tal modo si rendeva fondamentale avere in squadra giocatori con un'ottima tecnica individuale in grado di superare la difesa avversaria singolarmente. Dopo tale decennio, il regolamento ha consentito il passaggio "in avanti" del disco/puck, riducendo in tal modo di importanza le tecniche individuali e rendendo l'hockey un vero e proprio sport di squadra, con la necessità per ognuno dei giocatori di coordinare i propri movimenti con quello dei compagni in tutta l'ampiezza del campo/rink.
Le regole IIHF prevedono che ogni squadra possa mettere in lista un massimo di 22 giocatori, di cui 20 di movimento e 2 portieri. Il regolamento NHL prevede invece un numero inferiore, ovvero 18 giocatori totali (di cui 2 portieri). Per sfruttare il miglior affiatamento di alcuni giocatori, nella NHL è invalso l'uso di organizzare i giocatori a propria disposizione in 4 linee d'attacco e 3 coppie difensive. Tuttavia, indipendentemente dal modo di organizzare la propria squadra, i 6 giocatori sulla pista hanno tipicamente dei ruoli tattici prefissati: 1 portiere, 2 difensori e 3 attaccanti. Per i giocatori di movimento (ad esclusione del portiere, dunque) si applicano generalmente queste definizioni:
- i 2 difensori, che hanno lo scopo essenzialmente di assistere il proprio portiere nella difesa della propria porta, giocano spesso insieme come coppia, e si contraddistinguono per schierarsi uno a destra e l'altro a sinistra;
- i 3 attaccanti, a cui viene assegnato solitamente il compito di segnare, giocano anch'essi spesso insieme formando una cosiddetta linea, composta da 1 centro e 2 ali (destra e sinistra).

Ad ogni squadra è consentito di cambiare qualsiasi giocatore durante la partita senza bisogno di interrompere il gioco. A tale massima libertà nell'effettuare i cambi, il regolamento NHL impone una limitazione nel caso in cui una squadra effettua una "liberazione vietata" (icing in inglese ): in tal caso, questa squadra non potrà effettuare alcun cambio. Durante la partita le sostituzioni vengono effettuate cambiando completamente tutta la linea d'attacco ed entrambi i difensori. Questi schieramenti "preimpostati" vengono però modificati in alcune situazioni particolari di gioco, ovvero quando, a seguito di una penalità, una squadra si trova costretta a giocare in inferiorità numerica (short-handed) o in superiorità numerica (power play). Il portiere, che difende la propria porta, si schiera solitamente di fronte ad essa rimanendo all'interno di una piccola "area di porta" (crease).
I bordi del rink consentono al disco di non uscire dal terreno di gioco, spesso venendo utilizzato anche come sponda per effettuare un passaggio. Il regolamento, inoltre, prevede la possibilità di spingere un avversario in possesso del puck verso la balaustra per fermare la sua azione. Tali azioni non interrompono il gioco, che spesso prosegue per diversi minuti senza alcuna interruzione (necessaria, ad esempio, quando la porta si sposta dai propri stalli). Ogni volta che è necessaria un'interruzione del gioco, la partita riprende con un cosiddetto "ingaggio" (faceoff): due giocatori avversari si posizionano uno di fronte all'altro ed un arbitro lascia cadere sul ghiaccio il puck, con entrambi i giocatori che tentano di conquistare il controllo di quest'ultimo. Nel rink vi sono 4 aree di forma circolare (due per ogni lato del campo) dove i giocatori si posizionano per l'ingaggio (a parte il cerchio centrale, utilizzato per riprendere il gioco all'inizio di ogni periodo e dopo la segnatura di ogni marcatura).
Il regolamento prevede tre situazioni fondamentali nel quale si vuole limitare il movimento del disco:
- quando il puck esce fisicamente fuori dai limiti della pista (nelle panchine, oltre le barriere di plexiglass oppure oltre la rete di protezione dietro le porte);

- quando si verifica un "fuorigioco" (offside), ovvero quando un giocatore entra nella "zona avversaria" prima del disco;
- quando si verifica una "liberazione vietata" (icing), cioè quando un giocatore lancia il puck oltre la linea di metà campo e la linea di fondo-campo avversaria (ovvero oltre la linea della porta).

In queste tre situazioni, gli arbitri interrompono la partita e il gioco riprende con un ingaggio nel cerchio più vicino al luogo in cui si è verificato l'evento. Gli arbitri, inoltre, hanno la facoltà di interrompere il gioco quando per troppo tempo il disco rimane bloccato alla balaustra o in una delle due aree di fondo campo che si trovano dietro ognuna delle due porte.

### I "periodi" e l'overtime
Un incontro di hockey su ghiaccio dura normalmente 60 minuti divisi in tre "periodi" (chiamati anche "terzi" o "drittel") della durata di 20 minuti ciascuno. Poiché ogni interruzione di gioco comporta il blocco del cronometro (si parla di minuti effettivi di gioco), una partita dura in realtà circa il doppio del tempo effettivo. Gli intervalli fra un tempo e l'altro durano 15 minuti. Al termine dei 60 minuti di gioco, la partita viene vinta dalla squadra che segna il maggior numero di goal.
Di norma, una partita di hockey su ghiaccio non può finire in pareggio. Per tale eventualità, ogni campionato o torneo determina regole apposite per risolvere la partita a favore di una delle due squadre. Solitamente, comunque, i regolamenti prevedono la disputa di un ulteriore periodo, di durata variabile tra i 5 e 20 minuti, nel quale entrambe le squadre giocano con un numero inferiore di giocatori (con lo scopo di favorire più spazi aperti e quindi più possibilità di segnare) e in cui la partita termina immediatamente quando una delle due squadre segna un gol (sudden death). Se al termine del tempo supplementare nessuna delle due squadre ha segnato, la partita viene decisa ai rigori oppure, a seconda del campionato, i tempi supplementari possono proseguire ad oltranza. Secondo il sistema di punteggio più diffuso, vengono assegnati 3 punti alla squadra vincitrice nel tempo regolamentare, 2 alla squadra vincitrice dopo il tempo supplementare o i rigori, 1 alla squadra sconfitta ai supplementari o ai rigori e nessun punto per chi perde nel tempo regolamentare.

### Infrazioni di gioco e penalità
Oltre ai tre casi citati in precedenza in cui gli arbitri interrompono il gioco (che poi riprende con il faceoff), un altro caso si ha quando uno dei giocatori commette un'infrazione del regolamento. Alcune di queste infrazioni sono punite con una "penalità" (penalty) a carico di un giocatore o di una squadra. Il caso più semplice si verifica quando il giocatore che ha commesso l'infrazione viene momentaneamente espulso costringendo la propria squadra a giocare in inferiorità numerica: in tal caso il giocatore che ha subito la penalità deve sedersi in una particolare area (la penalty box), da cui potrà uscire concluso il tempo della penalità. Il tempo della penalty viene determinato dal tipo di infrazione commessa dal giocatore o dalla squadra: per una minor penalty l'espulsione temporanea è di 2 minuti (estesa ad altri 2 minuti se l'infrazione ha causato un infortunio grave ad un giocatore avversario); per una major penalty è di 5 minuti. A seguito di comportamenti gravi da parte di un giocatore, gli arbitri possono anche espellere definitivamente dalla partita il giocatore stesso. La squadra che subisce la penalty si dice che giochi short-handed, ovvero in inferiorità numerica; la squadra avversaria, al contrario, si dice che giochi in situazione di power play, cioè in superiorità numerica. È proprio in queste situazioni di gioco che le due squadre schierano delle linee particolari, con lo scopo (rispettivamente) di approfittare del temporaneo vantaggio numerico sul rink (le linee di power play), oppure di difendere nel miglior modo possibile la propria porta in attesa della fine della penalità e del ripristino della parità numerica (le linee di penalty kill).
Con l'avvento della cosiddetta "tolleranza-zero", introdotta in tutti i principali campionati del mondo prima dei XX Giochi olimpici invernali del 2006, il gioco è divenuto più tecnico. Questa nuova regola, in realtà, non è altro che l'applicazione molto più rigida delle regole preesistenti. In sostanza, ostruzioni, trattenute, colpi di bastone e agganci sono sanzionati in modo più puntuale, così da migliorare la fluidità del gioco, e favorire i gesti tecnici.

### Giocatori ed equipaggiamento

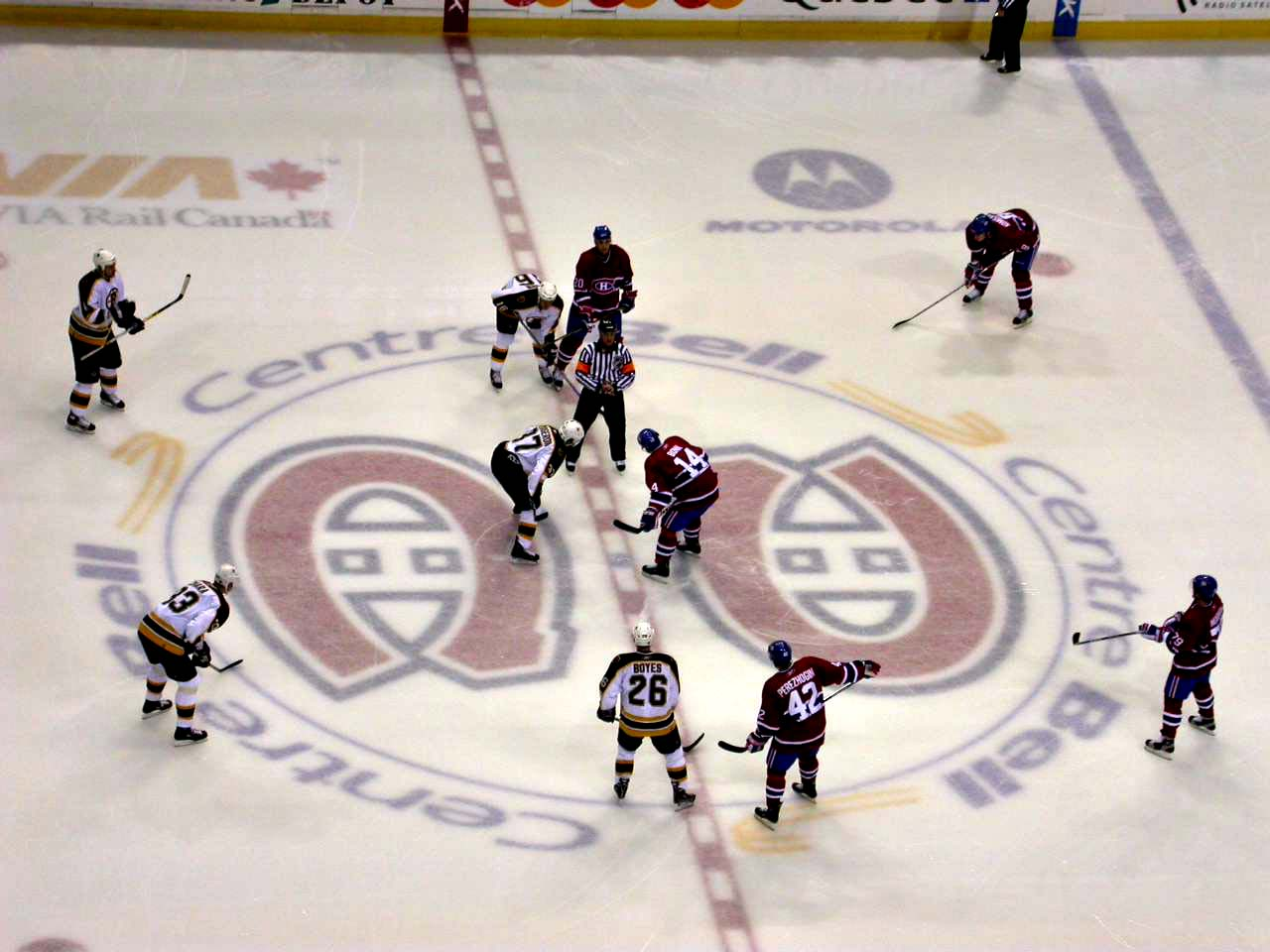
Squadre schierate per l'ingaggio, i Canadiens de Montréal e i Boston Bruins.

Una squadra di hockey su ghiaccio è composta al massimo di 22 giocatori, 20 di movimento e 2 portieri. Durante una partita possono essere sul ghiaccio al massimo 6 giocatori contemporaneamente. La regola prevede che siano 5 giocatori di movimento e un portiere, ma in situazioni particolari, il portiere può essere sostituito da un sesto giocatore di movimento.
Normalmente si parla di "linee" - cioè diversi assetti nei quali attaccanti (due ali ed un centro) e difensori giocano sempre insieme. Una squadra-tipo ha due portieri, quattro linee difensive (due difensori per linea, in totale otto) e quattro offensive (tre attaccanti per linea, in totale dodici). A disposizione restano solitamente un terzo portiere e due ulteriori difensori. Nell'hockey su ghiaccio degli albori c'era anche un sesto giocatore di movimento nella posizione definita "rover", in grado di svolgere il compito sia di attaccante che di difensore.

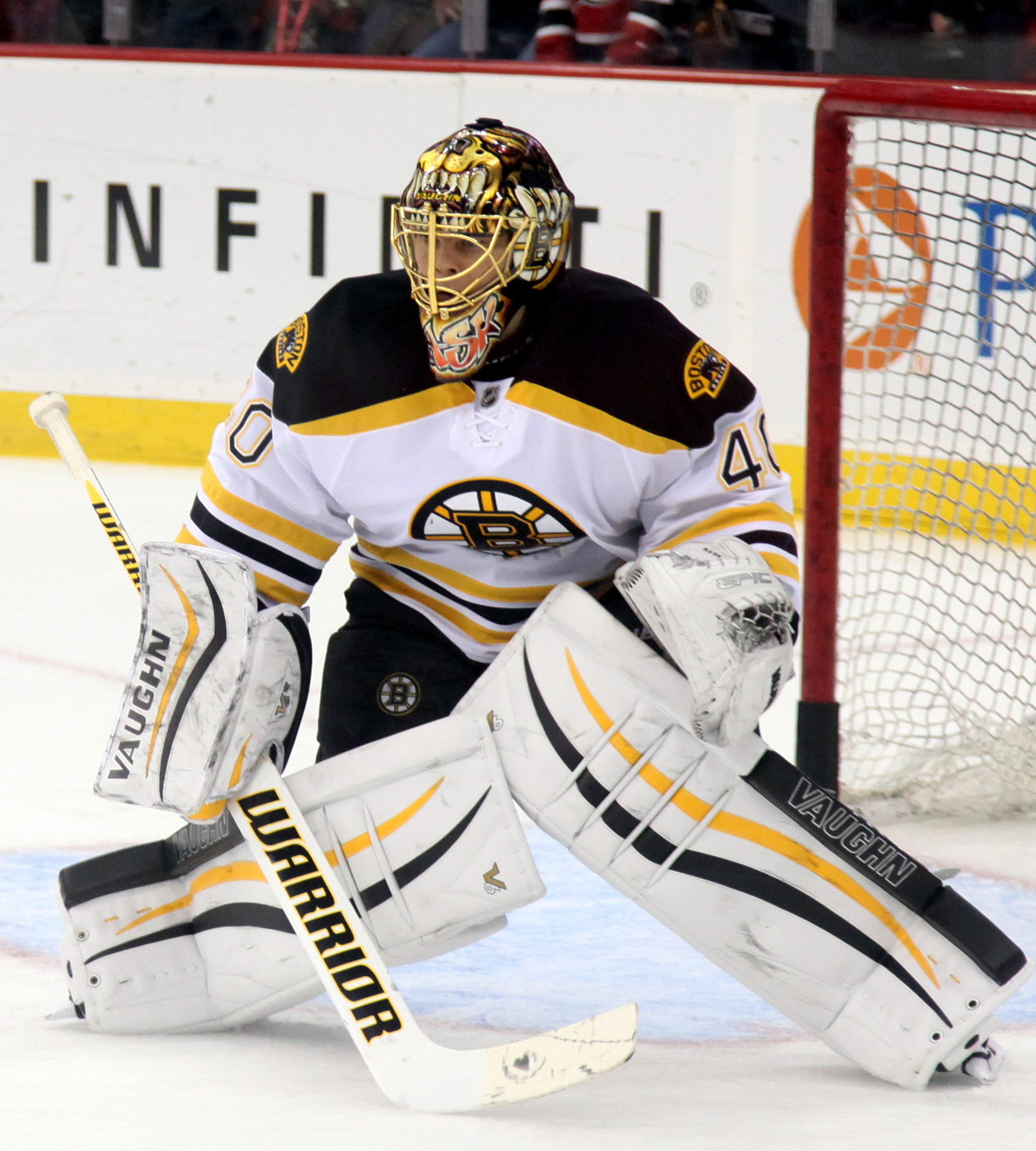
L'hockeista finlandese Tuukka Rask con le protezioni tipiche dei portieri.

In una squadra ci devono essere un capitano e due capitani alternativi. Come segno di riconoscimento portano sul petto rispettivamente una "C" o una "A" maiuscole. Fino agli anni 50 i giocatori dell'Unione Sovietica portavano in alternativa una "K" per il capitano. Ciò sarebbe possibile ancora oggi, ma avviene solo raramente. Il capitano è l'unico a poter chiedere spiegazioni sulle decisioni degli arbitri. I cambi dei giocatori di movimento sono possibili non soltanto durante le interruzioni di gioco, ma possono anche essere "volanti". Il cambio di tutti i giocatori di movimento è possibile ed è definito "cambio di linea".
Per evitare gli infortuni, uno dei maggiori rischi dell'hockey su ghiaccio, è prescritto un equipaggiamento protettivo completo. Oltre a particolari pattini da ghiaccio e il bastone, ne fanno parte un casco con visiera, guanti, protezioni per nuca, laringe e bocca, e il paradenti. Inoltre protezioni sono previste per le spalle e la cassa toracica. Poiché i portieri sono sottoposti a maggiori rischi, spesso infatti devono parare dischi a velocità altissime, hanno uno speciale equipaggiamento: oltre a speciali "pattini da portiere" ed un bastone leggermente più spesso, portano un casco dotato non di una semplice visiera, ma di una maschera a griglia, gambali, un guanto - quello della mano che regge il bastone - dotato di "scudo" ed un "guanto da presa".

### Concetti
- Ingaggio (face-off): quando viene fischiato l'inizio del gioco all'inizio di un tempo o dopo un'interruzione di gioco, si ha un ingaggio. Due giocatori avversari stanno uno di fronte all'altro all'interno di un cerchio dell'ingaggio ed il disco viene fatto cadere da un guardalinee. I due giocatori cercano di entrare in possesso del disco.
- Fuorigioco: (off-side): quando si attacca verso la porta avversaria, il disco deve entrare prima o contemporaneamente al primo giocatore attaccante all'interno della zona offensiva delimitata dalla linea blu. In altre parole, tra il giocatore che controlla il disco e la porta avversaria non dev'esserci nessun compagno di squadra al momento del passaggio della linea blu d'attacco. Il fuorigioco viene annullato se tutti i giocatori attaccanti lasciano la zona d'attacco senza aver toccato il disco. Il fuorigioco viene segnalato dal guardalinee alzando un braccio.
- Liberazione vietata (icing): si ha quando il disco supera - direttamente o dopo aver toccato la balaustra - la linea di centrocampo e la linea di porta avversaria dopo un rinvio dalla difesa. Viene fischiata l'interruzione del gioco e si ha un ingaggio. Questa regola non viene applicata se il disco attraversa l'area di porta oppure quando la squadra che effettua la liberazione sta giocando in inferiorità numerica. Nell'NHL la liberazione vietata è chiamata se il disco è toccato dalla squadra avversaria.
- One-Timer (one-timer): espressione inglese per indicare il tiro al volo. Viene effettuato un one-timer quando il giocatore scaglia il disco in porta senza prima controllarlo.
- Gioco con un uomo in più (power play): quando viene irrogata una sanzione disciplinare ad un giocatore, e questo finisce in panca puniti, la sua squadra resta con un uomo in meno sul ghiaccio (situazione di inferiorità). La squadra che non ha subito la penalità gode dunque di un vantaggio, giocando in 5 contro 4 (oppure 5 contro 3, se viene irrogata una seconda penalità), e si dice - appunto - che gioca in power play.
- Gol in superiorità: (power play goal) quando una squadra che gioca in power play segna, questa rete viene comunemente indicata così. Se il giocatore in panca puniti stava scontando una penalità minore (2 minuti), il gol subito dalla sua squadra pone immediatamente termine alla penalità, e il giocatore può tornare sul ghiaccio.
- Gol con l'uomo in meno (short-handed goal): qualora una squadra in inferiorità numerica, detta anche in box play, riesca egualmente a segnare, quella rete viene comunemente indicata così.
- Gol a porta vuota (empty net goal): una squadra in svantaggio può - negli ultimi minuti della partita - sostituire il portiere con un giocatore di movimento. Se la squadra avversaria riesce a segnare, si parla di empty net goal.
- Time-out: ogni squadra può usufruire di un'interruzione di gioco da 30 secondi a partita.
- Rigore: (penalty shot, shootout) nell'hockey su ghiaccio, il rigore viene fischiato quando un giocatore, che è l'ultimo difensore, commette fallo su un giocatore che si trova davanti a lui e che ha il pieno controllo del disco. Il rigore viene battuto partendo dal centro della pista. Un attaccante avanza verso il portiere e cerca di segnare. All'attaccante non è consentito muoversi all'indietro, ed ha un solo tiro a disposizione (la ribattuta non è consentita). Qualunque sia il risultato del rigore, il gioco riprende con un ingaggio. Durante l'esecuzione del rigore il tempo resta fermo. Qualora venga assegnato un rigore contro una squadra che sta giocando senza portiere, si assegna automaticamente un goal alla squadra che usufruirebbe del rigore.
- Invasione area di porta: (Goaltender interference) non è consentita la situazione in cui un giocatore avversario tocca o ostacola il portiere nella piccola area di porta di colore blu. Spesso dei gol vengono annullati perché il giocatore avversario invade con il pattino l'area blu (prima dell'ingresso nella stessa del disco).

### L'arbitro

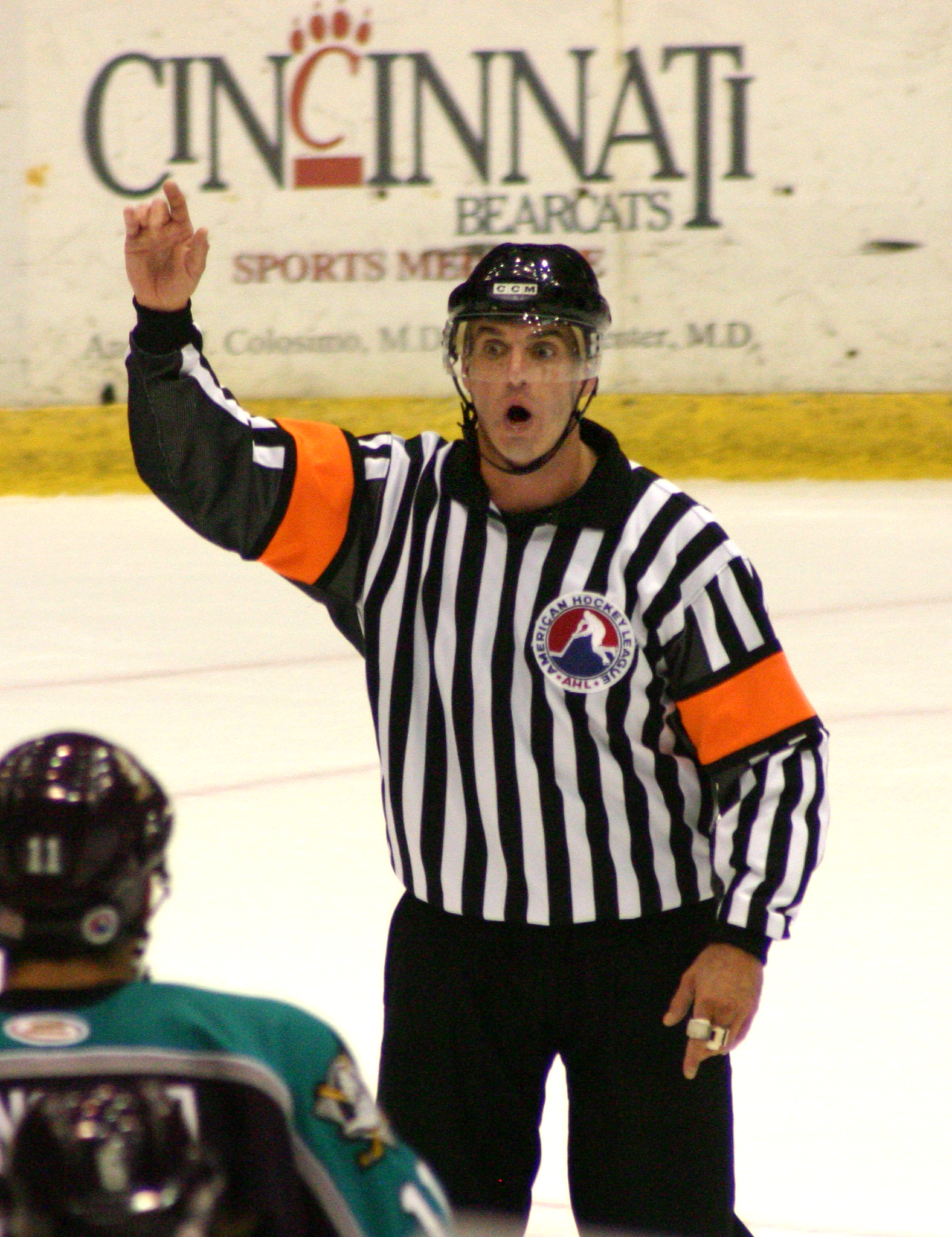
Arbitro della AHL.

L'arbitro è uno degli ufficiali di gara. Esiste una distinzione fra "ufficiali di gara" ed "ufficiali off-ice". Gli ufficiali di gara sono l'arbitro o i due arbitri e due guardalinee, in totale essi sono o tre o quattro. Indossano pantaloni neri ed una maglia a strisce verticali bianco-nera. Il primo arbitro porta come segno di riconoscimento una fascia rossa su entrambe le braccia. L'arbitro ha il controllo generale sul gioco, sui giocatori e sugli altri ufficiali. I guardalinee hanno invece il controllo sui falli di linea (fuorigioco e liberazione vietata), sono incaricati degli ingaggi ed assistono l'arbitro. Arbitro e guardalinee hanno nell'hockey su ghiaccio un'importanza ragguardevole, maggiore che, ad esempio, nel calcio.
Fra gli ufficiali fuori ghiaccio si contano - a fianco dello speaker e del cronometrista, un giudice per il punteggio (eventualmente con degli assistenti), un giudice addetto al video-replay, che può essere chiamato in causa per mostrare le immagini delle azioni al capo-arbitro in caso di decisioni contestate, due assistenti alla panca puniti e due giudici di porta, che siedono immediatamente dietro le porte e segnalano al pubblico il gol con l'accensione di una luce rossa in caso di segnatura, mentre accendono una luce verde nel caso la rete sia da annullare.

### Penalità
Le penalità sono decise dagli arbitri. Le più comuni sono: ostruzione (interference); sgambetto (tripping); bastone alto (high-sticking); aggancio con bastone (hooking); ritardo del gioco (delay of game); colpo col bastone (slashing); carica irregolare (charging); carica da dietro (checking from behind); gomitata (elbowing); troppi giocatori sul ghiaccio (too many men on ice); condotta antisportiva (misconduct); eccessiva durezza (roughing); trattenuta (holding); cross check (contrasto fisico con uso del bastone); trattenuta del bastone avversario (holding the stick).
Ogni penalità è indicata da un particolare gesto dell'arbitro. La durata della penalità è a discrezione dell'arbitro (ma all'interno di determinati limiti). Quando l'arbitro riscontra un'irregolarità da punire, alza un braccio. Fischierà poi nel momento in cui la squadra contro cui la penalità sarà comminata entrerà in possesso del disco, come nel caso della norma del vantaggio calcistica.
La durata della penalità minore è di 2 minuti. La penalità maggiore ne dura 5. La penalità disciplinare dura invece 10 minuti. Quest'ultima può essere anche della durata di un tempo, 20 minuti. La penalità massima è la penalità partita (di norma 5 minuti + 20 + espulsione definitiva). Tra le penalità si conta anche il rigore.
Le penalità da 2, 5 e 10 minuti, vengono scontate dal giocatore in panca puniti. La sua squadra gioca in 4 contro 5. Per le penalità maggiori, la questione è differente: il giocatore si accomoda in panchina, e la sua squadra gioca con l'uomo in meno per un massimo di 5 minuti. Per il resto del tempo di penalità (o per il resto del match, in caso di penalità partita), il giocatore non può scendere sul ghiaccio, ma il suo posto viene preso da un compagno, e le squadre tornano in parità numerica.
L'unico giocatore che non siede mai in panca puniti è il portiere. In caso di una penalità minore o della prima penalità disciplinare, egli resta in campo, e la penalità viene scontata da un suo compagno di squadra che si trovava sul ghiaccio al momento della penalità, scelto dal capitano. In caso di una penalità maggiore o di una seconda penalità disciplinare, il portiere è immediatamente espulso ed escluso per il resto della partita.
Un giocatore che nel corso dello stesso campionato o torneo incorre in due penalità da 20 minuti, viene automaticamente squalificato per il turno successivo. Una penalità partita comporta anche una squalifica per la partita successiva, ma, a seconda di quanto accaduto, può essere aumentata di più giornate.
Se contro entrambe le squadre nello stesso momento viene comminato lo stesso numero di penalità, i giocatori di entrambe le squadre devono trascorrere il tempo sulla panca puniti, ma le due squadre giocano con lo stesso numero di giocatori in campo di quando la penalità è stata fischiata. Eccezione: se le due squadre erano entrambe con tutti e 5 i giocatori di movimento sul ghiaccio, continueranno la partita in 4 contro 4.
Sul ghiaccio non possono esserci meno di tre giocatori di movimento. Qualora una penalità costringa una squadra ad averne di meno sul ghiaccio, il giocatore che ha subito la penalità deve egualmente sedersi immediatamente in panca puniti, ma viene sostituito da un compagno. La sua penalità però comincia soltanto quando uno dei suoi compagni che stanno già scontando una penalità può rientrare in campo.
Anche se la lotta è ufficialmente vietata dal regolamento, a livello professionale in Nord America i combattimenti sono ufficiosamente tollerati, sebbene prevedano una penalità da 5 minuti per ciascun giocatore, mentre a livello amatoriale (NCAA e alcune leghe giovanili) i giocatori ricevono una penalità di 10 minuti o una sospensione.

## Competizioni internazionali

### Competizioni per club

#### Competizioni nazionali

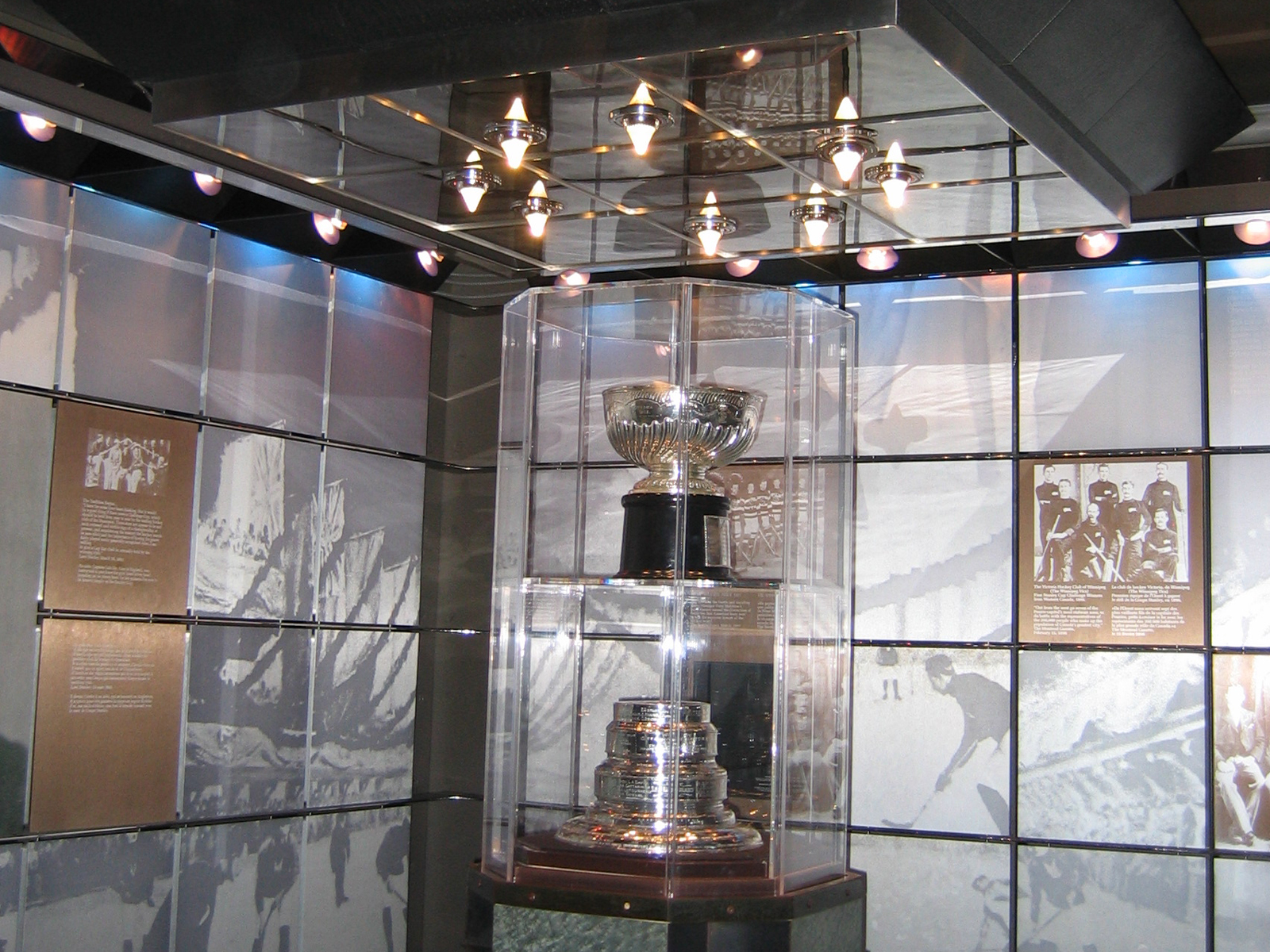
La prima Stanley Cup conservata nella Hockey Hall of Fame.

La National Hockey League, nata nel 1917, e in particolare il trofeo della Stanley Cup, nato nel 1893, sono le più antiche competizioni riguardanti club ancora in attività negli Stati Uniti e in Canada. Delle trenta squadre partecipanti ventitré provengono dagli Stati Uniti mentre le altre sette dal Canada. La squadra che detiene il record di vittorie è quella dei Canadiens de Montréal, con 24 successi all'attivo.
In Europa invece esistono diversi campionati nazionali o sovranazionali altrettanto importanti e seguiti: la Kontinental Hockey League, un campionato disputato fra club di diverse nazioni dell'Eurasia e successore delle Russian Super League e dell'antico campionato sovietico, la cui storia risale agli anni 1940, prese il via nel 2008 coinvolgendo diverse squadre dell'ex-Unione Sovietica con un piano di espansione verso altri stati dell'Europa orientale nelle stagioni successive.

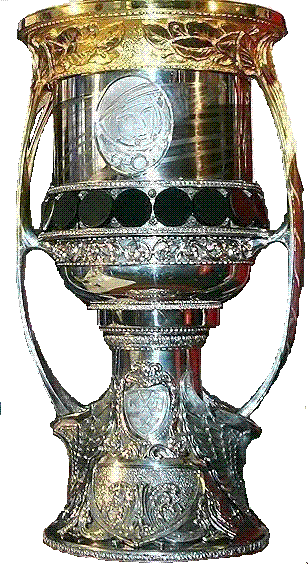
La Gagarin Cup, trofeo della Kontinental Hockey League.

Altri campionati di grande importanza sono quelli dei paesi nordici: in Svezia il campionato è chiamato Svenska hockeyligan o nella forma inglese Swedish Hockey League (SHL), ed è nato nel 1975, sebbene si siano svolti diversi campionati fin dal 1922, mentre in Finlandia c'è la Liiga, anch'essa nata nel 1975 a sostituzione del campionato dilettantistico SM-sarja.
Nell'Europa centrale il campionato principale è quello della Repubblica Ceca, la Extraliga ceca, nata nel 1993 ma erede del campionato cecoslovacco nato nel 1931, così come in Slovacchia è presente un'altra Extraliga. In Germania invece la Deutsche Eishockey Liga (DEL), fondata nel 1994 è la competizione con più giocatori nordamericani del Vecchio continente, nata dall'unione del campionato tedesco occidentale con quello orientale. Ancora in Svizzera è presente la Lega Nazionale A, nata nel 1916 ma divenuta professionistica dal 1938.
In Italia il campionato italiano di hockey su ghiaccio vide la luce nel corso degli anni 1920; nel corso del tempo ha cambiato più volte la propria formula ed il numero di squadre partecipanti. I campionati sono suddivisi in diversi livelli, ma senza un sistema di promozione e retrocessione, se non saltuariamente tra le prime due serie. La massima serie è la Serie A (in passato è stata chiamata anche Serie A1); la seconda serie è invece la Serie B (in passato anche Serie A2). Queste due serie semiprofessionistiche sono organizzate e dirette dalla Lega Italiana Hockey Ghiaccio. Al di sotto dei due maggiori campionati vi sono la Serie C e i campionati dilettantistici regionali.
In Asia per anni il campionato più importante era stato quello giapponese, ma con l'avvento di altri club in Corea del Sud e in Cina nel 2003 è nata la Asia League Ice Hockey con sette squadre partecipanti.

#### Competizioni internazionali

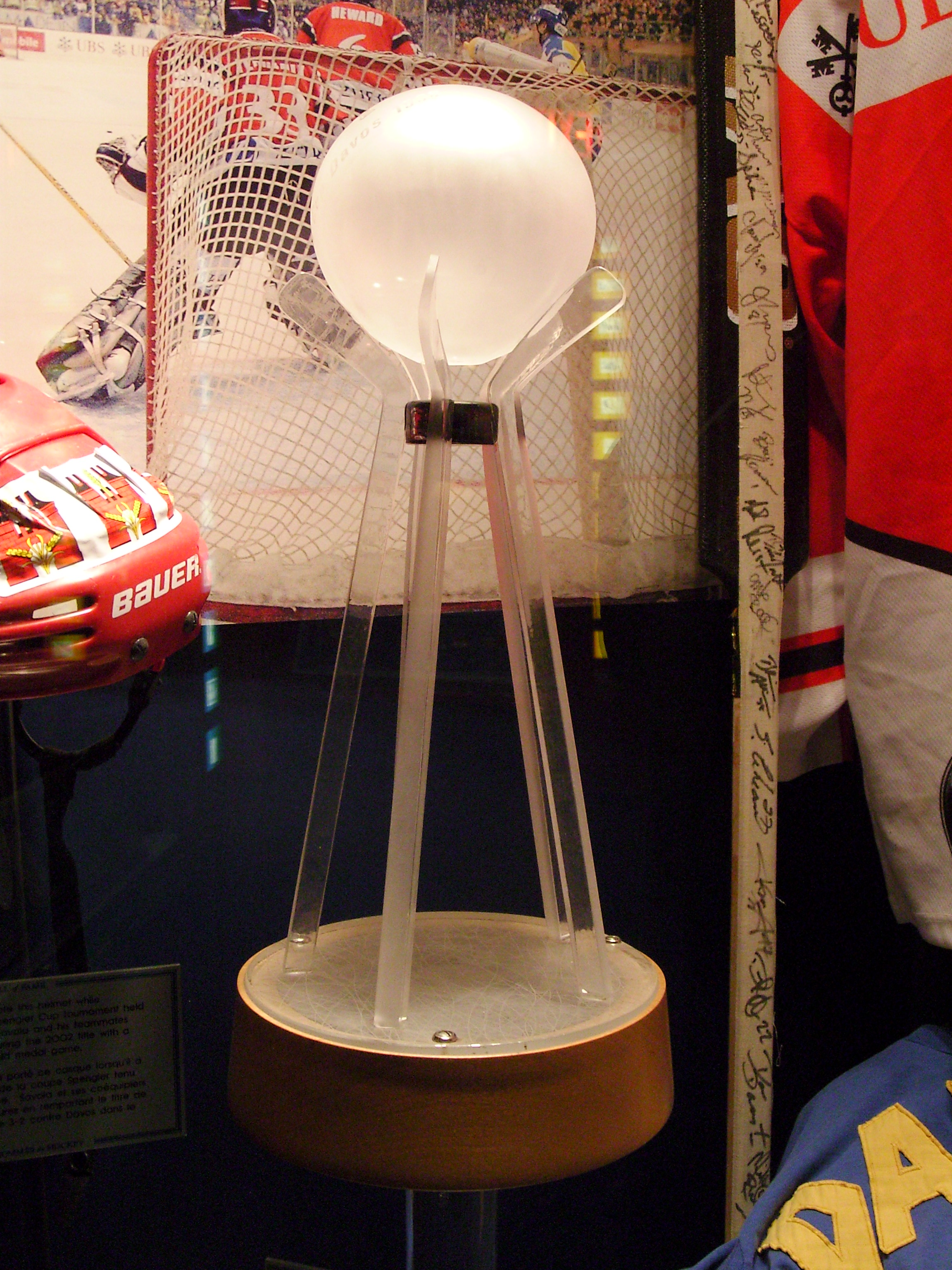
Il vecchio trofeo della Coppa Spengler.

Nel corso degli anni la IIHF ha promosso numerose volte la creazione di un torneo a livello europeo fra i migliori club, spesso scontrandosi con problemi economici o incomprensioni con le federazioni nazionali. Dal 1964 al 1997 si è disputata la Coppa dei Campioni, dominata dalle formazioni sovietiche, alla quale successe fino al 2000 la European Hockey League (EHL). Nel 1997 nacque la IIHF Continental Cup, la più vecchia competizione europea ancora esistente, giocata dalle squadre vincitrici dei campionati non facenti parte della EHL, erede della IIHF Federation Cup, giocata dal 1994 al 1996. Sempre dal 1997 al 2000 si giocò inoltre la Supercoppa IIHF, gara unica fra le vincitrici delle due competizioni europee. Dal 2004 fino al 2008 si riprovò la via del massimo campionato continentale per club con la IIHF European Champions Cup (ECC), fino alla nascita della Champions Hockey League. Quest'ultima fu interrotta tuttavia dopo una sola stagione per problemi economici. Negli anni successivi in mancanza di un evento ufficiale organizzato dalla IIHF crebbe di importanza l'European Trophy, torneo estivo ad inviti che raccoglieva 32 delle principali squadre dei campionati europei. Nel dicembre del 2013 fu ufficializzata la rinascita della Champions League a partire dalla stagione 2014-2015, a scapito proprio dell'European Trophy.
Un'altra competizione organizzata dalla IIHF fu la Victoria Cup, ovvero una gara secca giocata in Europa fra una squadra della National Hockey League ed una squadra dei maggiori campionati europei. La prima edizione svoltasi fu quella del 2008.
La Coppa Spengler è il torneo ad inviti più antico del mondo. La prima edizione della Coppa è stata disputata nel 1923. Le squadre partecipanti provengono da tutto il mondo, e partecipano su invito della società organizzatrice, l'HC Davos, e talvolta vi partecipano delle squadre nazionali. Il torneo si svolge ogni anno tra il 26 dicembre e il 31 dicembre a Davos, in Svizzera.

### Competizioni tra nazioni

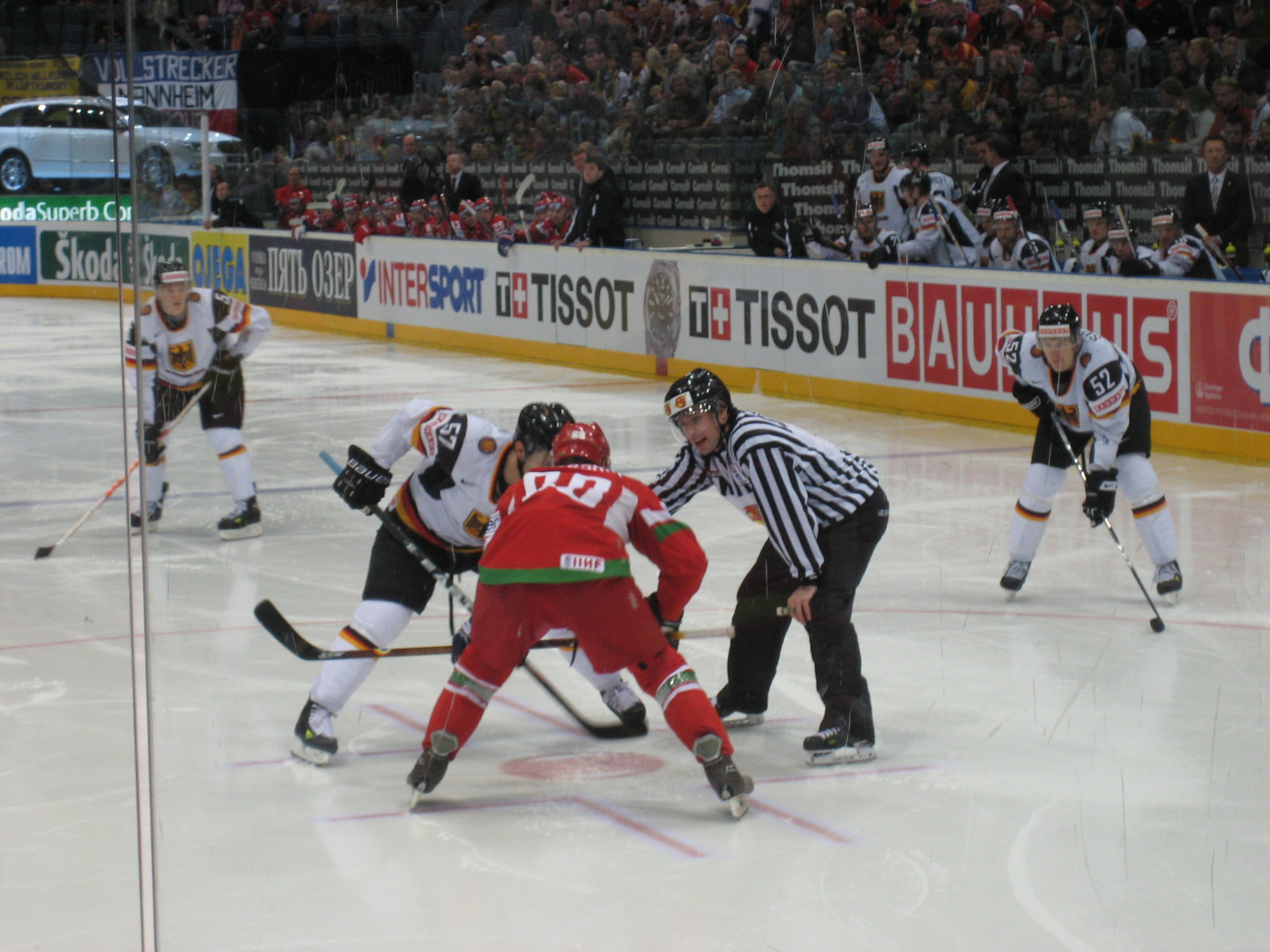
Momento di gioco fra e durante il Campionato mondiale 2010 svoltosi proprio in Germania.

Ogni anno dal 1930 viene organizzato dalla IIHF il Campionato mondiale di hockey su ghiaccio, una fra le principali competizioni per squadre nazionali, sebbene sia maggiormente considerata dagli europei che dai nordamericani, a causa della concomitanza dei playoff della Stanley Cup. Per questo motivo le rappresentative di Canada, Stati Uniti, e di altre nazioni con un alto numero di giocatori impegnati in America nella NHL scelgono di schierare atleti di minor talento e/o fama (in particolare vengono convocati dei giocatori giovani bisognosi di esperienza internazionale) rispetto a quelli impegnati nel campionato nordamericano. In passato invece il problema era l'opposto, ovvero veniva impedito ai professionisti di prendere parte ai campionati mondiali, tuttavia anche per il miglioramento delle nazionali europee, i mondiali rappresentano uno degli obiettivi principali per i giocatori più forti al mondo.
Per quanto riguarda le nazioni in crescita e non ancora affermate, esistono dei campionati inferiori che permettono con un sistema di Promozione e retrocessione di affermarsi fino a raggiungere il Gruppo A, formato dalle sedici nazioni più forti al mondo. La Prima, la Seconda e la Terza Divisione raccolgono a seconda dei partecipanti circa trenta nazionali di tutti i continenti, e al termine di ogni anno viene stilata una nuova Classifica mondiale IIHF. Per quanto riguarda il settore giovanile dal 1977 esiste il Campionato mondiale di hockey su ghiaccio Under-20, mentre dal 1999 è nato quello Under-18.

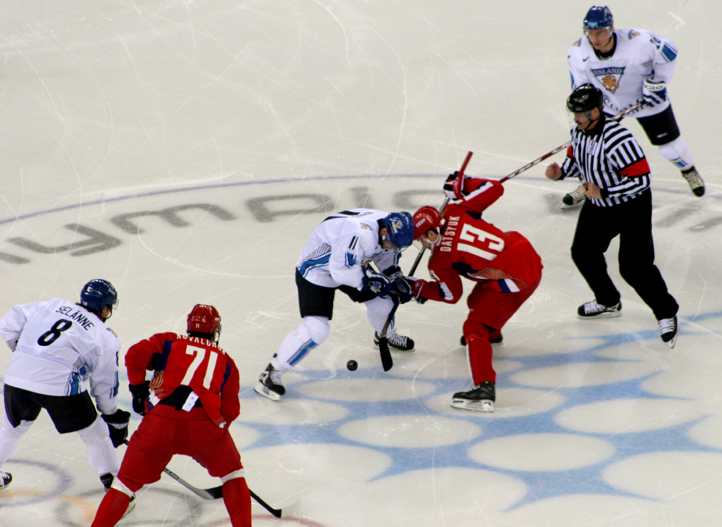
Ingaggio fra e durante la semifinale del Torneo olimpico maschile 2006 a Torino.

L'hockey su ghiaccio fece la sua prima apparizione durante una settimana dei Giochi di Anversa del 1920 dedicata alle discipline invernali, mentre dal 1924 in occasione dei I Giochi olimpici invernali svoltisi a Chamonix in Francia l'hockey su ghiaccio diventò un appuntamento fisso. Nel corso degli anni si sviluppò la dualità fra Canada e Unione Sovietica, mentre resta memorabile l'incontro svoltosi nel 1980 a Lake Placid negli Stati Uniti durante i XIII Giochi olimpici invernali dove giocatori dilettanti degli Stati Uniti sconfissero i campioni dell'Unione Sovietica nel cosiddetto "Miracolo sul ghiaccio". Dai giochi di Nagano 1998 venne permesso ai giocatori professionisti della NHL di prendere parte alle Olimpiadi.
Altrettanto storico fu l'evento definito Summit Series, ovvero otto amichevoli fra Canada e Unione Sovietica, quattro in America e quattro in Europa nel settembre del 1972, con quattro successi per i canadesi, tre per i sovietici ed un pareggio, allora ancora consentito. Nacque poi la Canada Cup, torneo con le migliori nazionali al mondo, svoltosi in cinque edizioni fra il 1976 e il 1991. Successivamente l'idea venne ripresa nella World Cup of Hockey, giocata nel 1996 e nel 2004 a cavallo fra America ed Europa.
Altro evento a livello europeo, dopo il lento tramonto del Campionato europeo di hockey su ghiaccio, è l'Euro Hockey Tour, torneo che si disputa ogni anno dalla stagione 1996-1997 riservato alle quattro grandi nazionali europee: Finlandia, Repubblica Ceca, Svizzera e Svezia. Per le nazionali di seconda fascia invece esiste dal 2002 l'Euro Ice Hockey Challenge, torneo che prevede più sessioni nell'arco dei mesi invernali.

## Hockey su ghiaccio femminile

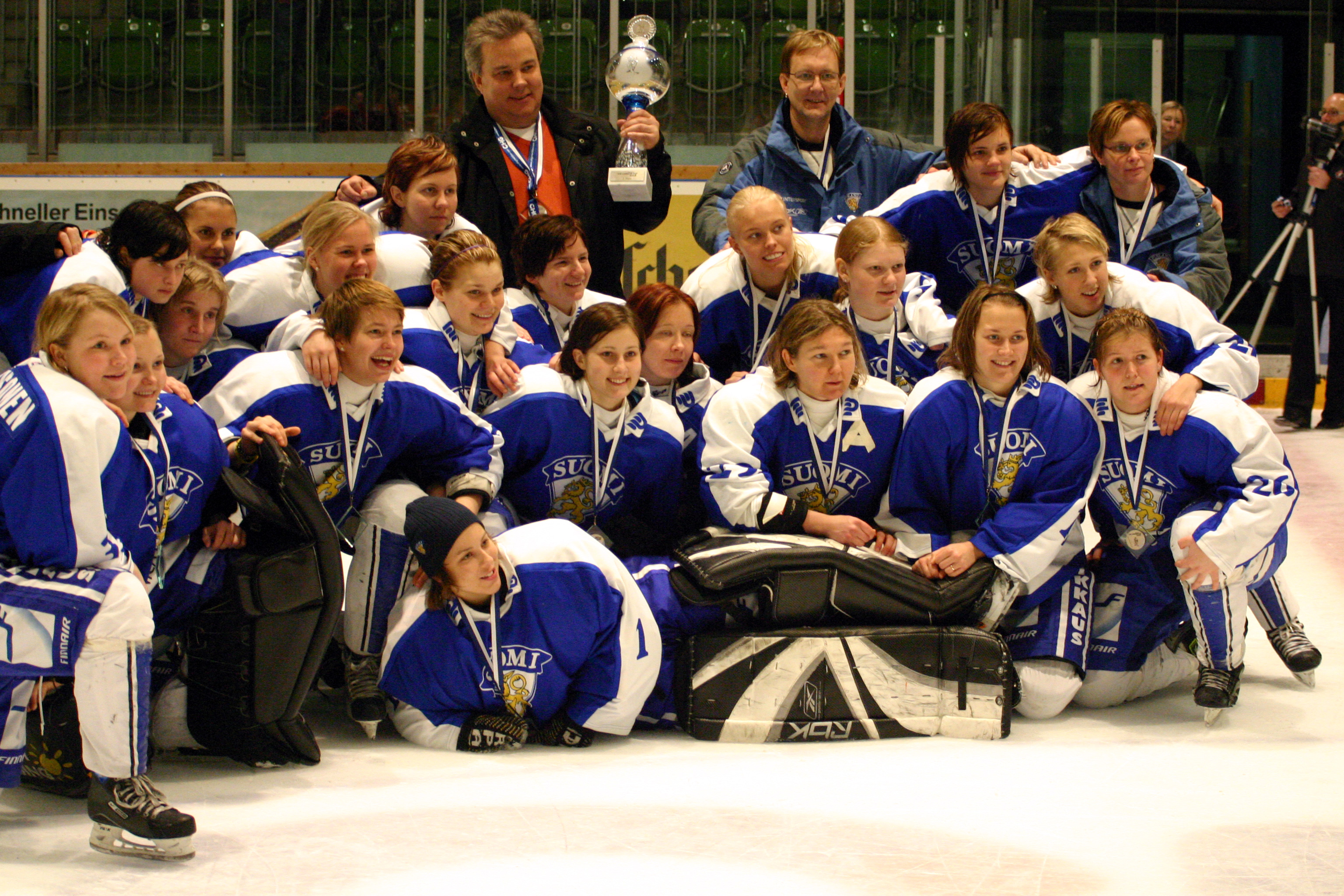
Nazionale di hockey su ghiaccio femminile finlandese.

L'hockey su ghiaccio è uno degli sport che nel settore femminile ha registrato il più alto tasso di crescita, con un numero di giocatrici cresciuto di oltre il 350% negli ultimi dieci anni. Sebbene non ci sia lo stesso numero di campionati femminili rispetto a quelli maschili, esistono comunque tornei di importanza mondiale come la National Women's Hockey League e numerosi altri campionati europei; esistono anche competizioni internazionali come il Torneo olimpico introdotto nel 1998 e il Campionato mondiale di hockey su ghiaccio femminile organizzato dalla IIHF nato nel 1990.
A livello mondiale le due principali squadre sono quella del Canada e quella degli Stati Uniti, che si sono aggiudicate insieme tutte le dodici edizioni del Campionato mondiale. Per permettere proprio lo sviluppo fra le donne di questo sport, anche fra le più giovani, dal 2008 la IIHF ha istituito il Campionato mondiale di hockey su ghiaccio femminile Under-18.
La differenza principale fra l'hockey maschile e quello femminile è la proibizione dei contrasti fisici (body checking). Tale norma fu approvata nel 1990 poiché molte giocatrici dimostravano di non avere la stessa corporatura possente delle giocatrici nordamericane. Attualmente il body checking a seconda della gravità può essere sanzionato dall'arbitro con una penalità minore o una maggiore. In aggiunta le giocatrici devono indossare un casco che permetta una protezione completa della testa.

## Varianti dell'hockey su ghiaccio

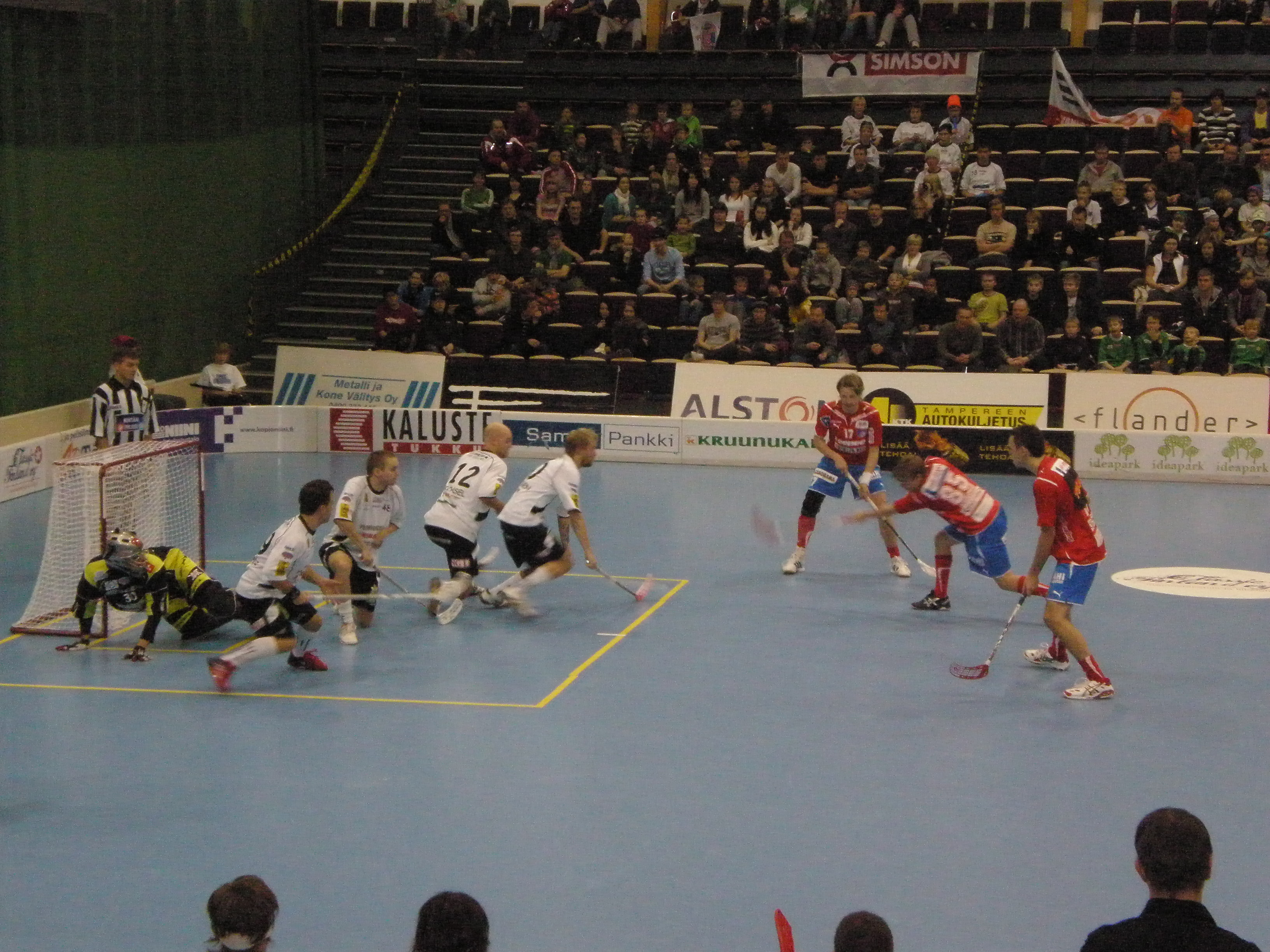
Fase di gioco del Floorball.

### Floorball
Il floorball o unihockey è uno sport di squadra forse derivato dal bandy, parente dell'hockey su ghiaccio. Nato come mezzo d'allenamento per i giocatori di hockey su ghiaccio diventa molto popolare in Repubblica Ceca, Svezia, Svizzera e Finlandia. Si gioca all'interno di palestre o palazzetti e vengono usati bastoni e palline molto leggere. Queste nazioni fondano nel 1986 la IFF (International Floorball Federation). L'IFF organizza dal 1996 i campionati mondiali maschili e femminili.

### Hockey in-line
L'hockey in-line è uno sport di squadra molto simile all'hockey su ghiaccio ma giocato con i pattini a rotelle. Sviluppatosi negli anni novanta si gioca in quattro uomini di movimento più il portiere, senza le norme del fuorigioco, della liberazione vietata e senza cariche. La IIHF organizza dal 1995 i Campionati mondiali di hockey in-line. È ampiamente diffuso negli Stati Uniti.

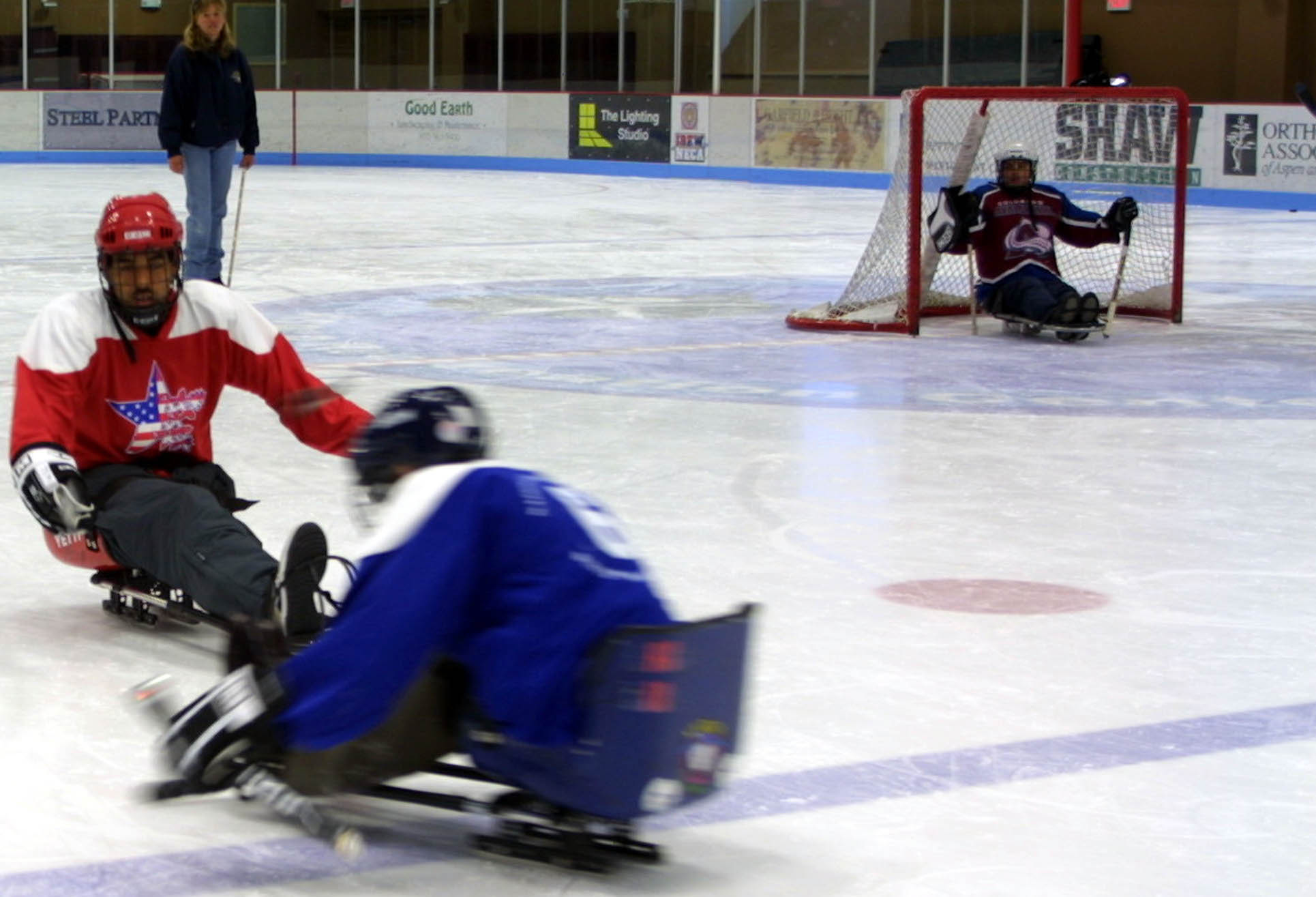
Incontro di hockey su slittino.

### Hockey su slittino
L'hockey su slittino, in inglese sledge hockey, è la variante dell'hockey su ghiaccio riservata alle persone con disabilità permanente nella parte inferiore del corpo. La differenza principale tra le due versioni è l'equipaggiamento: anziché indossare pattini da ghiaccio, i giocatori di sledge hockey si muovono utilizzando uno slittino (sledge), dotato di due lame analoghe a quelle dei pattini. Ogni giocatore usa inoltre due bastoni da gioco che servono sia per colpire il disco con l'estremità fatta a pala, sia per spingersi con l'altra estremità fatta a punta. Sport previsto nelle paralimpiadi invernali ha un proprio campionato mondiale.

### Altre varianti
- Lo street hockey conosciuto anche come road hockey, deck hockey, ground hockey o ball hockey, è una versione dell'hockey su ghiaccio giocato con o senza pattini. È possibile giocare sia con un disco (se sul ghiaccio) che con una palla. Generalmente lo street hockey è giocato senza protezioni, dato che contatti fisici violenti non sono comuni.
- L'hockey subacqueo è uno sport di squadra che si pratica in apnea. È un gioco che necessita di buona acquaticità ed allenamento, con una dose notevole di tecnica. Sono necessari pinne, maschera, boccaglio, calottina protettiva, una piccola mazza, un guanto che protegge la mano che impugna la mazza e un disco. L'obiettivo del gioco è quello di segnare nella porta avversaria, tuttavia la difficoltà sta nell'apnea, poiché si deve risalire in superficie per respirare per poi reimmergersi e continuare il gioco.
- Il broomball è una variante dell'hockey giocato sul ghiaccio, ma senza pattini e con delle scope al posto delle mazze. Inventato nel XX secolo, è popolare soprattutto in Canada.